# George Akerlof
George Arthur Akerlof (New Haven, Connecticut, 1940. június 17. –) amerikai közgazdász. 2001-ben Közgazdasági Nobel-emlékdíjban részesítették. Az elismerést megosztva kapta másik két közgazdásszal (Michael Spence és Joseph Stiglitz).

## Élete, tanulmányai
1940. június 17-én született New Havenben (Connecticut, Amerikai Egyesült Államok), Rosalie Gruber és Gösta Åkerlöf gyermekeként. Édesanyja zsidó családból származik, akik Németországból emigráltak az USA-ba. Édesapja svéd bevándorló. 1958-ban diplomázott a New Jersey-i Lawrenceville Schoolban. 1962-ben szerzett BA diplomát a Yale Egyetemen, 1966-ban PhD fokozatot a Massachusettsi Műszaki Egyetemen. 1978-tól 1980-ig oktatott az LSE-n.

## Magyarul megjelent művei
- George A. Akerlof–Robert J. Shiller: Animal spirits avagy A lelki tényezők szerepe a gazdaságban és a globális kapitalizmusban; ford. Felcsuti Péter; Corvina, Bp., 2011
- George A. Akerlof–Robert J. Shiller: Balekhalászat. A manipuláció és az átverés közgazdaságtana; ford. Garai Attila; HVG Könyvek, Bp., 2016